# Sibrik Erzsébet
Szarvaskendi és óvári Sibrik Anna Mária Erzsébet (Csécsény, 1768. március 25. – Söjtör, 1803. október 17.) idősebb Deák Ferenc felesége. Deák Ferencnek, a haza bölcsének  édesanyja.

## Élete

### Származása

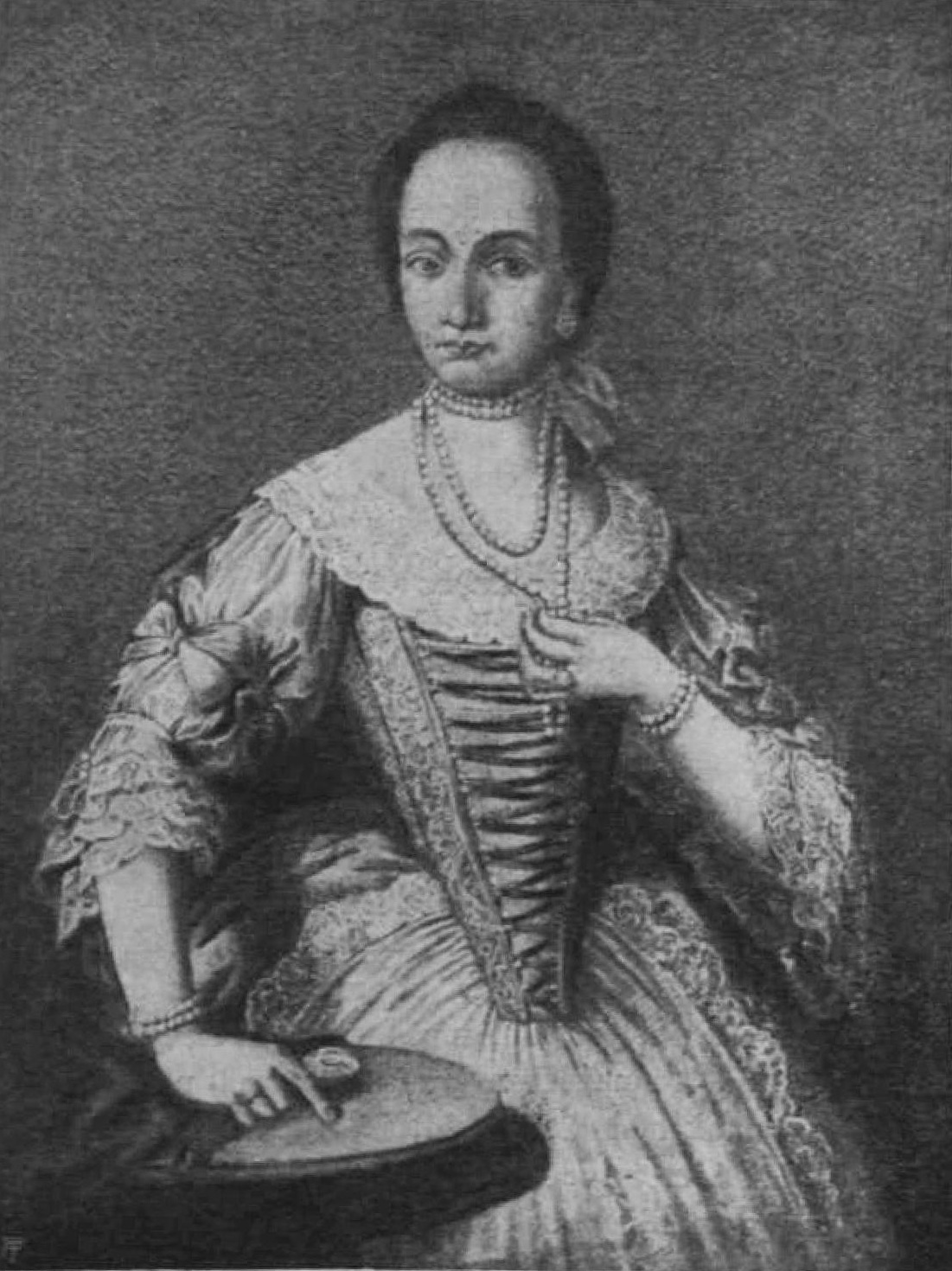
Szarvaskendi és óvári Sibrik Antalné felsőőri Bertha Klára (1748–1772) asszony. Deák Ferencné Sibrik Erzsébet édesanyja

Az ősrégi és tekintélyes dunántúli nemesi származású szarvaskendi és óvári Sibrik család sarja. Egy kis rábaközi faluban, Csécsényben (ma Rábacsécsény) született. Édesapja, szarvaskendi és óvári Sibrik Antal (1737-1797), Győr vármegye első alispánja, édesanyja, a felsőőri Bertha családból való felsőőri Bertha Klára (1748–1772) volt. Apai nagyszülei szarvaskendi és óvári Sibrik Pál (1709–1745) huszár hadnagy és kisgeszényi Szabó Erzsébet, anyai nagyszülei felsőőri Bertha János szombathelyi uradalmi jószágigazgató és Árossy Klára voltak. Mária Terézia magyar királynő úrbérrendezése korában Sibrik Antalnak egyetlenegy úrbéri földbirtoka, a 134 úrbéri holdas csécsényi volt; ezen 8 jobbágy, 12 zsellér, és 7 házatlan zsellér lakott. Sibrik Erzsébetet az Anna Mária Erzsébet név alatt keresztelték meg; felsőszopori Szily János (1735–1799), teológiai doktor, az akkori győri kanonok, a majdani szombathelyi püspök keresztelte meg. Keresztszülei gróf zicsi és vázsonykői Zichy Ferenc (1701–1783), győri püspök, és nemes Prainer Terézia, nemes Matthis György, győri alispán felesége voltak. Sibrik Erzsébet alig 4 évesen veszítette el édesanyját, Bertha Klárát, aki 24 évesen hunyt el. Apja, az özvegy Sibrik Antal, igen hamarosan újranősült: Tormaföldén, 1773. június 2-án feleségül vette a 17 éves petrikeresztúri Keresztury Anna Juliannát (1756–1806), petrikeresztúri Keresztury Gábor és nicki Niczky Anna lányát, aki Sibrik Erzsébet mostohaanyja és nevelője lett. Deák Ferencné Sibrik Erzsébet féltestvérei: kajdácsi Kajdacsy Józsefné Sibrik Julianna (1779–1852), nagybányai Jósa Józsefné Sibrik Anna (1775–?), potyondi és csáfordi Pottyondy Istvánné Sibrik Ágnes (1789-1824), Sibrik Gábor (1783-1847) győri szolgabíró, Sibrik Ferenc (1777–1852) csajtai apát, Sibrik Bálint (1796–1873), akinek a neje rákosi Boros Mária (1808–1873), valamint Sibrik Mihály (1780-1861), akinek a hitvese felsőbüki Nagy Klára (1784–1868) volt.

### Házassága idősebb kehidai Deák Ferenccel
Deák Gábor és Hertelendy Anna legidősebb fia, Idősebb kehidai Deák Ferenc (1761–1808), Zala vármegye táblabírája, nehéz anyagi helyzetben volt édesanyja adósságai miatt. Legalább 1779-től, a 18 éves idősebb Deák Ferenc már kapcsolatban állt Keresztury Gáborral, akivel sűrűn levelezett, valamint időnként felkereste Tormaföldén, és pénzt is kölcsönzött tőle. Kézenfekvő, hogy Sibrik Antal lányát, Keresztúry Anna Julianna mostohalányát, Sibrik Erzsébetet ismertethette össze jövendőbelijével, idősebb Deák Ferenccel. Egy évtizeddel később, Deák Ferenc előnyösnek ígérkező házasságot kötött: 1788. május 22.-én a Győr megyei Csécsényben eljegyezte, majd június 19.-én ugyanott feleségül vette az akkor 21 esztendős Sibrik Erzsébetet. Az esküvői tanúk nemes Deák Mihály, ügyvéd, földbirtokos, és keresztúri Keresztúry Gábor földbirtokos voltak. A lány kitűnő neveltetésben részesült, ám apjának tetemes örökségéből semmit sem hozott magával, csupán anyai – felsőőri Bertha János-féle Vas megyei – örökségét kapta hozományul, mert a Sibrik-javakból a família örökösödési rendje kizárta a lányokat. Sibrik Antal alispán csupán abban segítette zalai vejét, hogy hitelhez juttatta Győr megyében. Ráadásul a felelőtlenül költekező, és adósságot adósságra halmozó anyósa, hertelendi és vindornyalaki Hertelendy Anna (1744–1803), nemcsak férje Deák Gábor, hanem idősebb fia, és annak felesége életét is megkeserítette. 1790-től kezdődően három év alatt több részletben összesen hatezer forintnyi kölcsönt vett fel Sibrik Erzsébet hozományából. Ellenben később, a felhalmozott adósság rendezése fejében szépen jövedelmező, tehetős földekhez jutottak.
Amikor sógora, kehidai Deák József (1764–1831) táblabíró, 1800. szeptember 29-én Zalatárnokon feleségül vette a nemtelen származású István Katalin (1780–1850) szobalányt, a Söjtörön lakó Sibrik Erzsébet nem vett részt a tárnoki lakodalomban. Később, Deák József és neje látogatásaikor, Sibrik Erzsébet gyakran színlelt betegséget, hogy a rangon aluli sógornőjét elkerülje.
Deák Ferenc és Sibrik Erzsébet több söjtöri szomszéddal kedves barátságot ápolt, többek között: petrikeresztúri Patay László (1738-1795), söjtöri földbirtokossal, és feleségével, baranyavári Baranyay Anna (1760-1823) asszonnyal, szenttamási Bertalan József (1750-1796), söjtöri földbirtokossal, és nejével, csányi Csány Teréziával (1755-1826), valamint nemes Lochuh László (1763–1801) zalaegerszegi főszolgabíróval, söjtöri birtokossal, és nejével, hertelendi Hertelendy Klára (1763–1801) asszonnyal, néhai boldogfai Farkas Lajos (1750–1779), földbirtokos özvegyével is. Ugyanakkor szintén Kueffstein Ferenc gróffal (1750–1800), és Széchenyi Mária Terézia (1749–1798) grófnéval, valamint egyházasbüki Dervarics Mihály (1750–1814) gutorföldei földbirtokossal és nejével, tubolyszeghi Tuboly Terézia (1758–1810) asszonnyal is jó viszonyt ápolt idősebb Deák Ferenc és Sibrik Erzsébet; Ők egymásnak a gyerekei keresztszülei voltak több ízben.

### Sibrik Erzsébet gyermekei és a halála

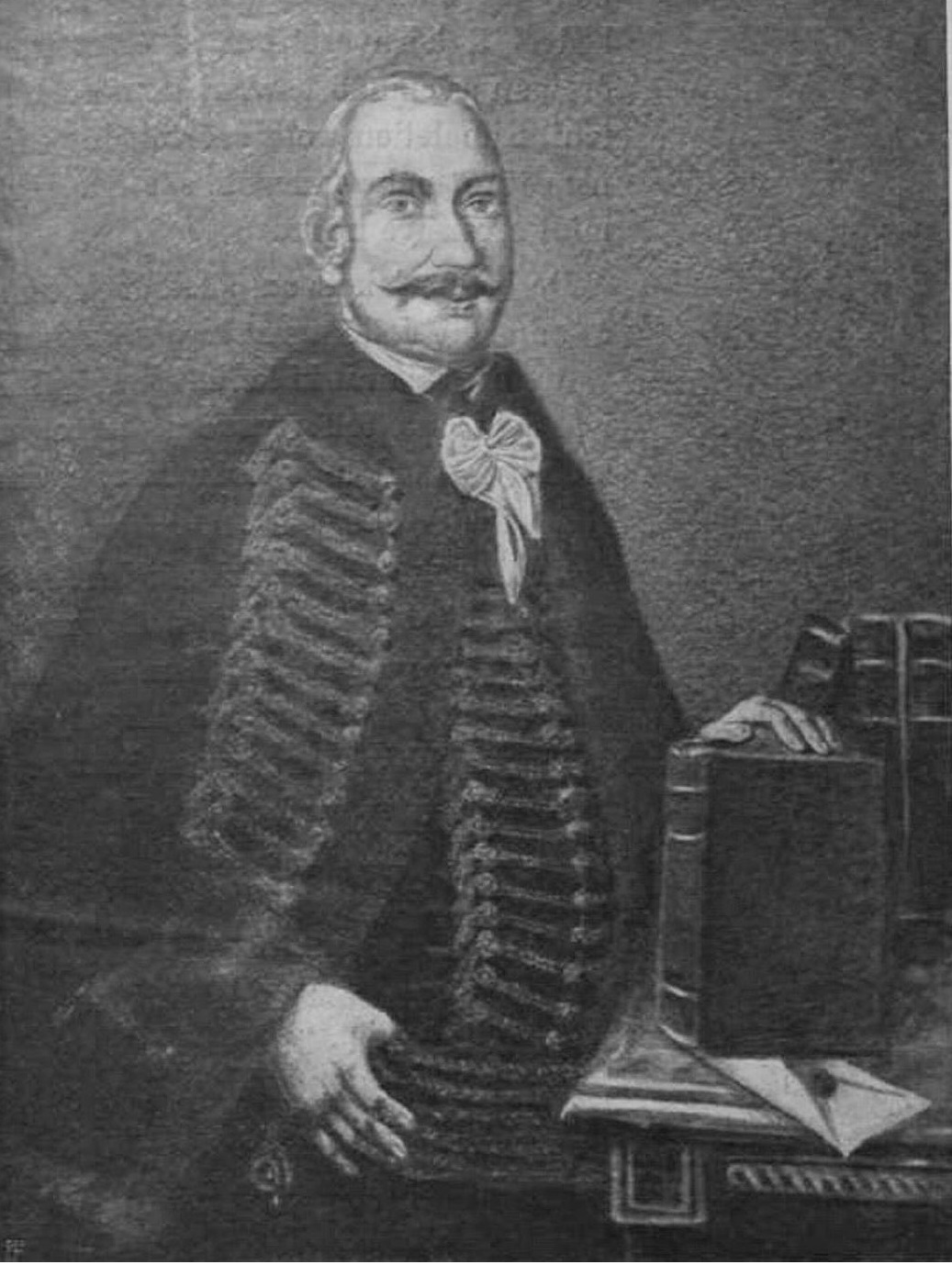
Idősebb kehidai Deák Ferenc (1761–1808), zalai táblabíró, földbirtokos, Sibrik Erzsébet férje

A söjtöri kúriában élő idősebb Deák Ferenc és Sibrik Erzsébet házassága – a gazdálkodás nehézségeitől eltekintve – eleinte felhőtlenül boldognak ígérkezett. 1789. április 15-én született első gyermekük, kehidai Deák Antal József, 1791. február 14-én kehidai Deák Jozefa Klára, 1792. május 17-én kehidai Deák János Eduárd, 1793. október 28-án pedig kehidai Deák Klára Emília. 1795-ig minden baj elkerülte őket, attól kezdve azonban sorozatosan gyászoltak. 1795. február 4-én keresztelt fiuk, kehidai Deák Gábor József még csecsemőkorában meghalt, és életének negyedik évében, 1796. január 16-án elhunyt Deák János Eduárd is. Szintén erre a sorsra jutott hatodik gyermekük, az 1800. április 18-án született, és alig egyévesen, 1801. július 23-án elhalálozott Deák Ferenc Ignác is. 1803 őszén kisebb átalakítási munkát végeztek idősebb Deák Ferenc söjtöri kúriáján, ezért várandós feleségével és gyermekeivel átmenetileg az udvarház szomszédságában álló földszintes, tornácos melléképületbe, az úgynevezett „kiskastélyba” költözött át. A családi szájhagyományokat lejegyző Vörösmarty Ilona visszaemlékezése szerint 1803. október 17-én ebben az épületben hozta világra hetedik gyermekét az uraság 35 esztendős felesége. Mivel szakképzett orvos vagy bába nem akadt a környéken, a szentlászlóegyházi ferences kolostor egyik szerzetese, a sebészként is tevékenykedő Tietl Lukács atya segédkezett a szülésnél. Az atya csupán a csecsemő életét tudta megmenteni; Sibrik Erzsébet alig néhány órával a szülés után meghalt. Deák Ferenc és Sibrik Erzsébet házasságából született:
- kehidai Deák Antal József (*Söjtör, 1789. április 15. –†Kehida, 1842. június 20.),[13] táblabíró, Zala vármegye alispánja, országgyűlési követ.
- kehidai Deák Jozefa Klára (*Söjtör, 1791. február 14.–†Paks, 1853. október 13.).[14][15] Férje, nemeskéri Kiss Józsefnek (*Miszla, 1786. július 16.–†Paks, 1829. március 15.), Tolna vármegye táblabírája, földbirtokos.[16][17]
- kehidai Deák János Eduárd (*Söjtör, 1792. május 17.–†Söjtör, 1796. január 10.)[18][19]
- kehidai Deák Klára Emília (*Söjtör, 1793. október 28.–†Pusztaszentlászló, 1859. december 26.).[20][21] Férje, nyírlaki Tarányi-Oszterhuber József Mihály (*Sümeg, 1792. március 1. –†Pusztaszentlászló, 1869. január 10.), Zala vármegye alispánja, táblabíró, földbirtokos.
- kehidai Deák Gábor József (*Söjtör, 1795. február 4.–†1795.)[22]
- kehidai Deák Ferenc Szerafin Ignác (*Söjtör, 1800. április 18.–†Söjtör, 1801. július 23.)[23][24]
- kehidai Deák Ferenc Antal (*Söjtör, 1803. október 17. –†Budapest, 1876. január 28.),[25] politikus, országgyűlési követ, miniszter, a „Haza Bölcse”.